# Schloss Jetschwil

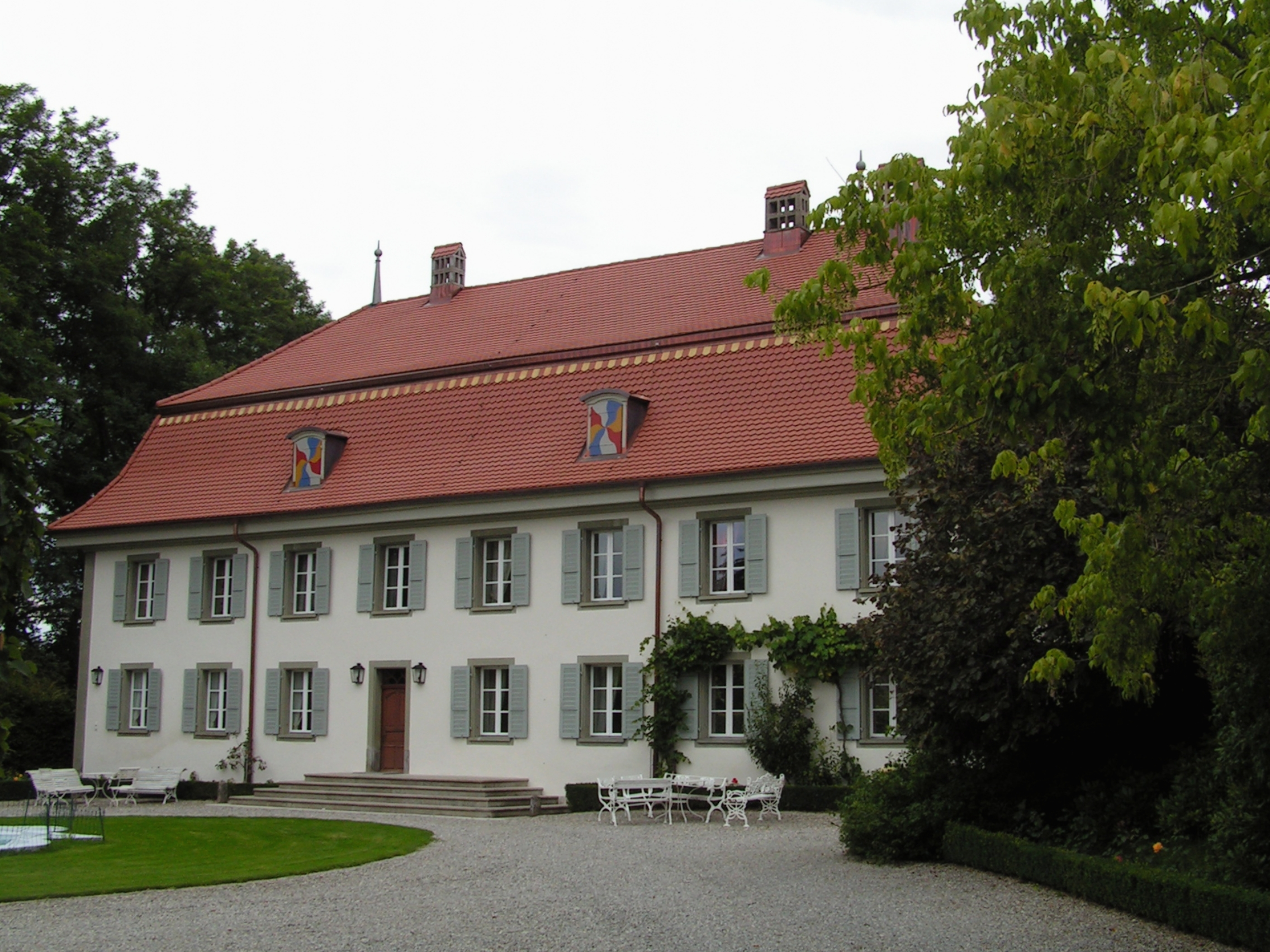
Schloss Jetschwil von Süd-Westen aus gesehen

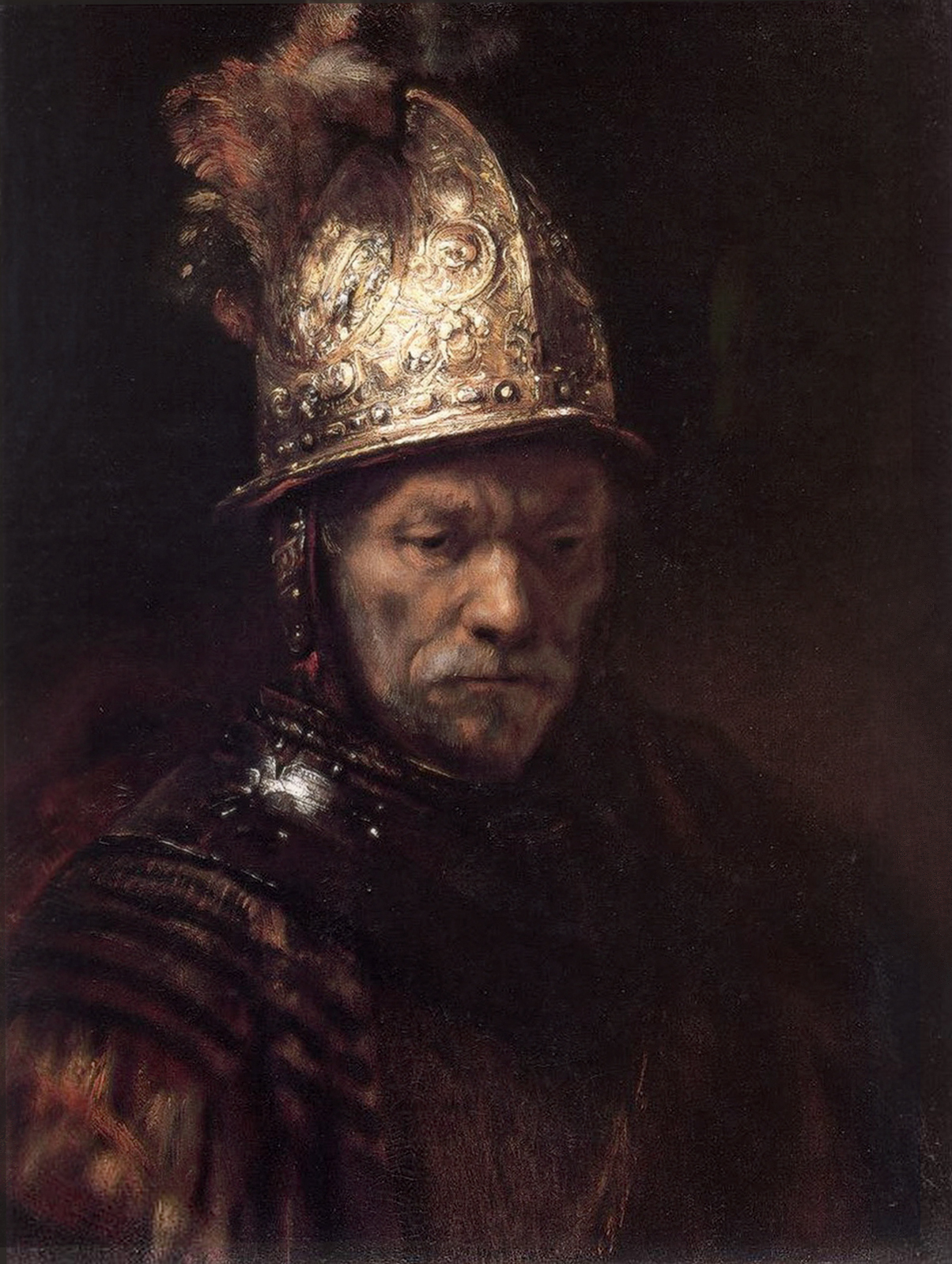
Der Mann mit dem Goldhelm

Das Schloss Jetschwil liegt im Ortsteil Jetschwil der schweizerischen Ortschaft Düdingen im Kanton Freiburg.

## Geschichte
Das Schloss Jetschwil wurde erstmals 1243 erwähnt und war im Mittelalter im Besitz der Adelsfamilie Velga. Seit 1710 befindet sich das Schloss im Besitz des Patriziergeschlechts de Boccard. 1729 lässt der zum Bischof von Lausanne berufene Joseph Hubert de Boccard (1697–1758) im Schloss eine Kapelle errichten, welche dem Heiligen Hubertus von Lüttich geweiht wurde. Sie erhielt ein Stuckdekor im Kunststil des Régence.
Sein heutiges barockes Aussehen erhielt das Herrenhaus durch einen in den Jahren 1762–1765 durch François Jean-Philippe de Boccard (1696–1782) veranlassten Umbau. Der Bauherr beauftragte den aus Mengen (Baden-Württemberg) stammenden Maler Gottfried Locher (1735–1795) mit der Anfertigung von fünf Deckengemälden im grossen Salon.
Durch Erbschaft gelangte das früher dem niederländischen Maler Rembrandt van Rijn zugeschriebene Porträt „Der Mann mit dem Goldhelm“ aus der Kunstsammlung von Louis Augustin d’Affry (1713–1793) auf Schloss Jetschwil. Nachdem dieses in den Besitz von Elisa de Boccard (1847–1925) und ihr Bruder Raymond de Boccard (1844–1923) gelangt war, verkauften sie das Bild Anfang der 1890er Jahre an die Londoner Kunstgalerie P. & D. Colnaghi & Co., welche es 1897 an den Kaiser Friedrich Museumsverein (Berlin) weiterveräusserten.
Die Familie de Boccard ist bis heute Besitzerin des Schlosses Jetschwil, ein im Kanton Freiburg einmaliger Fall.
Das Schloss Jetschwil ist als sogenanntes „A-Objekt“ Bestandteil des schweizerischen Kulturgüterschutzinventars (KGS-Inventar-Nr.: 02018).

## Beschreibung
Es handelt sich um ein zweigeschossiges, barockes Schloss unter einem mächtigen Mansarddach mit einem L-förmigen Grundriss. Im Erdgeschoss befinden sich eine Kapelle. Die Anlage umfasst auch Nebengebäude und liegt in einem ummauerten Park. Zusätzlich zu seiner architektonischen Bedeutung, hat das Herrenhaus seine aus dem 18. Jahrhundert stammende Ausstattung bewahrt.